# موریس ایزیه
موریس ایزیه (فرانسوی: Maurice Izier‎؛ زادهٔ ۱۸ مارس ۱۹۴۴) دوچرخه‌سوار اهل فرانسه است.